# Inverter

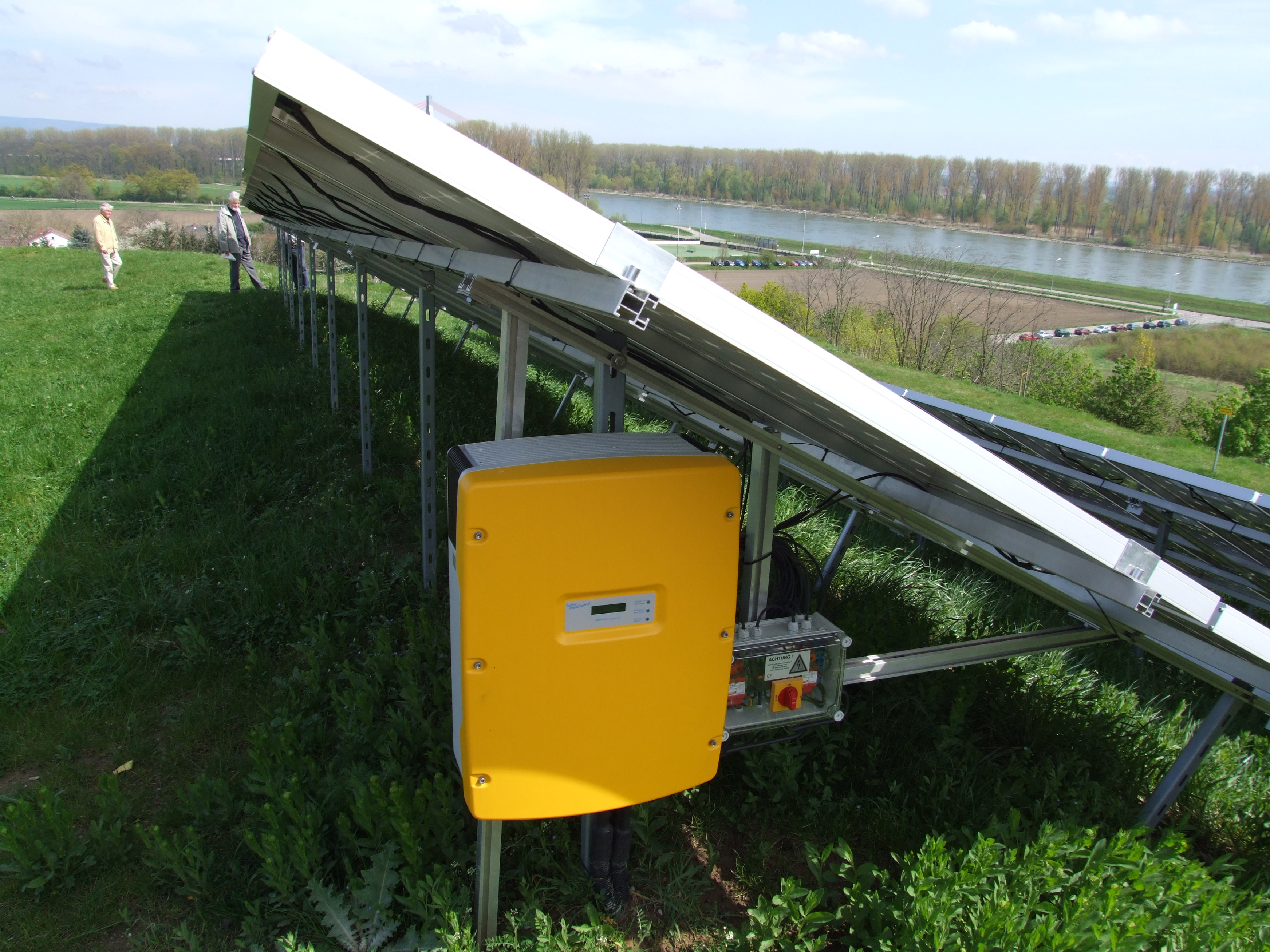
Un inverter per un impianto solare autoportante installato a Spira, in Germania.

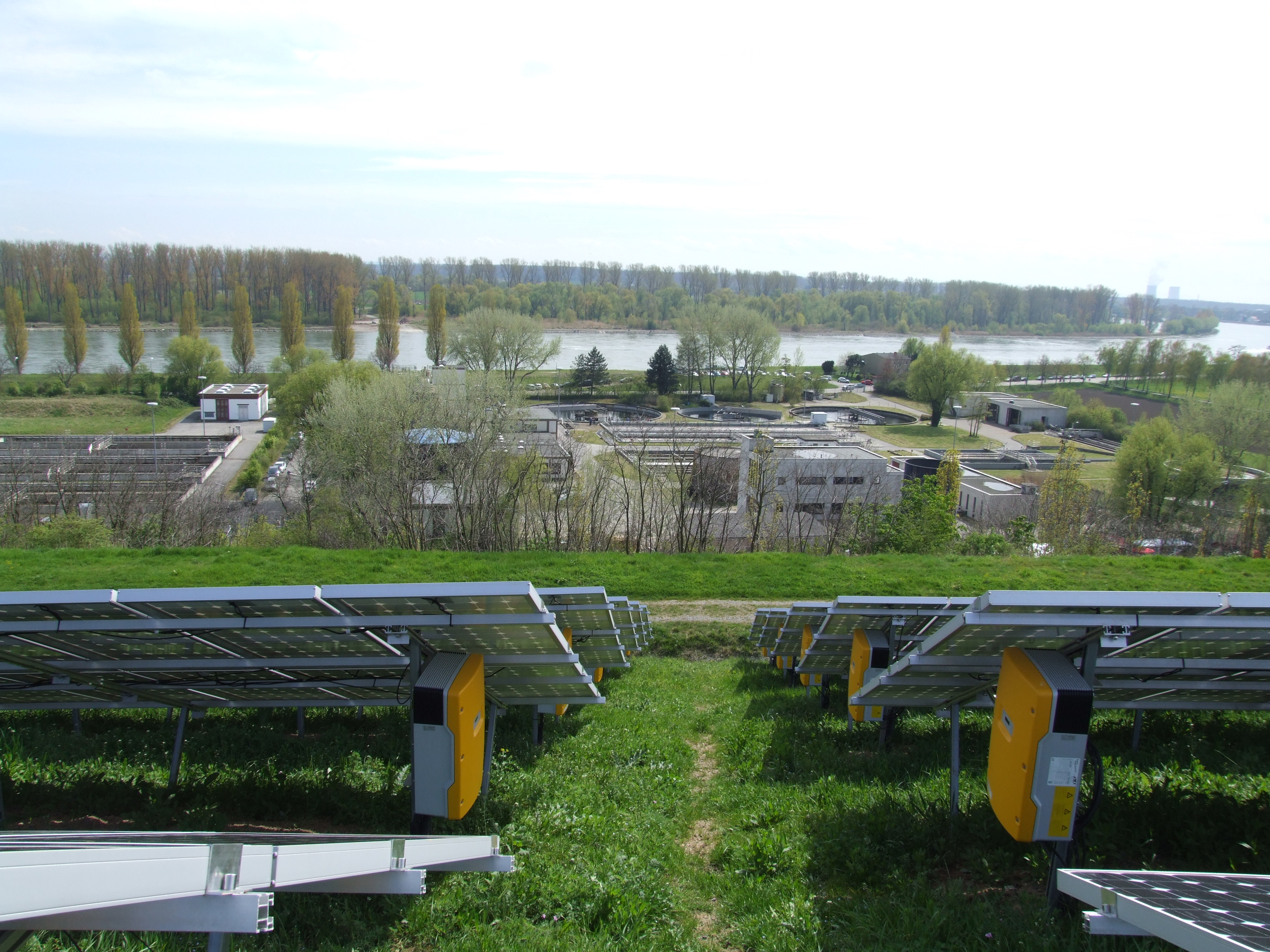
Visione d'insieme degli inverter.

In elettronica un inverter o invertitore di corrente è un apparato elettronico di ingresso/uscita in grado di convertire una corrente continua in ingresso in una corrente alternata in uscita e di variarne i parametri di ampiezza e frequenza. Esso è funzionalmente il dispositivo antitetico rispetto a un raddrizzatore di corrente.

## Storia
Il primo a utilizzare la parola inverter nel settore dell'ingegneria elettrica fu David Chandler Prince che nel 1925 pubblicò un articolo sulla rivista The General Electric Review, nel quale illustrava il funzionamento dell'inverter nella conversione di corrente continua in corrente alternata monofase e a più fasi.

## Applicazioni ed utilizzo
Le applicazioni sono molteplici:
- nei gruppi di continuità convertono la tensione fornita dalla batteria in corrente alternata
- nella trasmissione di energia elettrica convertono l'energia in corrente continua trasferita in alcuni elettrodotti per essere immessa nella rete in corrente alternata
- nell'utilizzo di pannelli fotovoltaici, consente di trasformare la tensione continua in tensione alternata da poter utilizzare in ambito domestico o immettere sulla rete di distribuzione (se la corrente viene immessa nella rete nazionale si usa un Grid-tie inverter)
- Per realizzare un'alimentazione switching, per la trasformazione in corrente continua, con notevoli vantaggi in termini di efficienza, di ingombro e di peso
- In campo aerospaziale sono utilizzati per fornire agli apparati avionici degli aeromobili una corrente alternata altamente stabile anche se fornita da batterie (in caso di avaria elettrica)
- Variazione di velocità nei motori elettrici
- Sulle automobili, nei caravan e sui pick-up: convertono la 12V in corrente continua della batteria in 230V in corrente alternata per far funzionare dispositivi a 230V.

Il tipo più semplice di inverter consiste in una tensione continua che tramite un sistema di quattro interruttori può essere applicata ad un carico in un verso o nell'altro. Questi interruttori possono essere dei relè azionati a coppie da un segnale logico in ingresso. Poiché nessun interruttore o relè può garantire la velocità e la durata richieste per commutare alla frequenza di rete (50 o 60 Hz), nella realtà si usa un oscillatore che pilota dei transistor, il quale genera un'onda quadra aprendo e chiudendo un circuito. Qualora la tensione continua in ingresso sia diversa dalla tensione alternata in uscita desiderata, l'onda è quindi applicata a un trasformatore che fornisce all'uscita la tensione richiesta arrotondando in qualche misura l'onda quadra.
Spesso al posto del transistor comune sono utilizzati dispositivi più efficienti quali il MOSFET, il tiristore o l'IGBT.
La forma d'onda quadra generata da questi dispositivi ha il problema di essere ricca di armoniche superiori, mentre l'onda sinusoidale della rete elettrica ne è priva. Ciò comporta una minore efficienza delle apparecchiature alimentate, maggiore rumorosità sia sonora sia elettrica, e seri problemi di compatibilità elettromagnetica.
Inverter più complessi utilizzano diversi approcci per produrre in uscita una forma d'onda quanto più possibile sinusoidale.
Un circuito elettronico produce una tensione a gradini mediante modulazione di ampiezza di impulso (PAM) quanto più possibile vicina a una sinusoide. Il segnale, detto sinusoide modificata, viene livellato da condensatori e induttori posti all'ingresso e all'uscita del trasformatore per sopprimere le armoniche.
Gli inverter migliori e più costosi basano il loro funzionamento sulla modulazione di larghezza di impulso (PWM). Questa avviene nel modo seguente: la forma d'onda sinusoidale di riferimento viene confrontata con un'onda triangolare di frequenza molto più elevata (che è quella del circuito di switching), mediante un apposito comparatore, che restituisce stato logico alto (1) quando il segnale sinusoidale è maggiore dell'onda triangolare, e stato logico basso (0) quando è inferiore. Lo stesso viene fatto prendendo a riferimento un segnale sinusoidale invertito rispetto al precedente. I due segnali PWM così ottenuti sono inviati ai drive di potenza principali (MOSFET, tiristore o IGBT) per creare a partire dalla tensione DC le semionde "grezze" positiva e negativa che vengono poi filtrate da banchi di condensatori e induttanze per conferire loro una forma sinusoidale pressoché perfetta. Una combinazione di PAM e PWM, ottenuta aggiungendo livelli di tensione intermedi tra lo zero ed il massimo positivo e negativo, e operando il PWM per passare da un livello all'altro, consente di ottenere risultati ancora migliori.
Il sistema può essere retroazionato in modo da fornire una tensione in uscita stabile al variare di quella di ingresso.
Per entrambi i tipi di modulazione la qualità del segnale è determinato dal numero di bit impiegati. Si va da un minimo di 3 bit a un massimo di 12 bit, in grado di descrivere con ottima approssimazione la sinusoide.
Nei motori asincroni, e a maggiore ragione nei motori sincroni, la velocità di rotazione è direttamente legata alla frequenza della tensione di alimentazione. Ovunque sia necessario nell'industria variare la velocità di un motore vengono usati inverter da corrente alternata a corrente alternata (CA-CA). In questi sistemi la tensione in entrata viene dapprima convertita in corrente continua da un raddrizzatore e livellata da condensatori, quindi applicata alla sezione di inversione. Di fatto trattasi quindi di sistemi "raddrizzatori-invertitori" anche se vengono comunque indicati solamente come "inverter" (vale a dire solamente "invertitori"). Lo scopo di questa doppia operazione è unicamente quello di variare la frequenza a piacere entro un intervallo prestabilito e non è necessaria la presenza di un trasformatore, poiché non è necessario variare il valore della tensione in uscita che rimane uguale a quella in ingresso.
La frequenza di uscita è determinata nei casi più semplici da un segnale analogico fornito all'inverter per esempio da un potenziometro, oppure da un segnale digitale inviato da un PLC. Dato che dalla frequenza dipende anche l'impedenza degli avvolgimenti del motore e quindi la corrente che li attraversa, questi inverter sono programmati per correlare la tensione alla frequenza con una certa proporzionalità che può dipendere dall'applicazione (lineare, pompa, ventilatore, ecc.). Possono inoltre essere dotati di funzioni avanzate come rampe di accelerazione e decelerazione, funzione di frenatura, ingressi digitali per impostare velocità predefinite, e così via.

## Inverter fotovoltaici

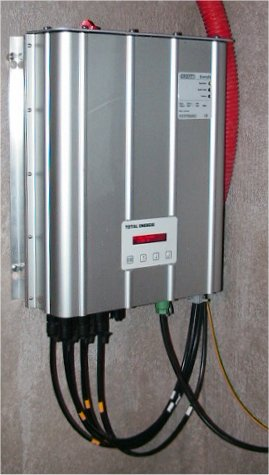
Un inverter per immissione in rete: a sinistra gli ingressi di 2 stringhe, al centro l'uscita AC monofase.

Si tratta di un tipo particolare di inverter progettato espressamente per convertire l'energia elettrica sotto forma di corrente continua prodotta da modulo fotovoltaico, in corrente alternata da immettere direttamente nella rete elettrica.
Queste macchine estendono la funzione base di un inverter generico con funzioni estremamente sofisticate e all'avanguardia, mediante l'impiego di particolari sistemi di controllo software e hardware. Rispetto agli inverter alimentati a tensione di batteria, l'ingresso in corrente continua di un inverter fotovoltaico tollera una gamma di tensioni di ingresso che negli inverter domestici è tipicamente compresa tra i 100 ed i 600 volt (corrispondenti indicativamente a stringhe da 3 - 4 fino a 10 - 12 moduli fotovoltaici per ingresso), mentre in quelli industriali con taglie di potenza più elevata si può arrivare anche a 850 - 1000 volt o più (stringhe da 20 o più moduli per ingresso).
Esistono in commercio numerosi modelli di inverter fotovoltaici di complessità e costo crescenti:
- Caricabatterie intelligenti: non sono veri e propri inverter, ma dei regolatori di potenza che lavorano esclusivamente in corrente continua, e che alimentano i carichi a tensione di batteria (tipicamente 12 o 24 volt). Opzionalmente si può installare un inverter separato per convertire la tensione di batteria ai valori della rete.
- Inverter per impianti "ad isola": sono dotati di uscita in corrente alternata a tensione e frequenza di rete (230 V / 50 Hz o 120 V / 60 Hz a seconda del paese), alla quale sono connessi esclusivamente i carichi, senza alcun collegamento con la rete elettrica; possono essere dotati di sistema di accumulo di energia. Possono inoltre essere equipaggiati con un ingresso in corrente alternata. Quest'ultimo non consente l'immissione di potenza in rete, ma va a bypassare l'inverter stesso permettendo l'alimentazione dei carichi direttamente dalla rete (o da un generatore ausiliario come un gruppo elettrogeno, un generatore eolico, idraulico, ecc.) e/o a caricare direttamente l'accumulatore qualora la potenza proveniente dai moduli fotovoltaici sia insufficiente (e l'eventuale accumulo di energia sia esaurito, a seconda delle impostazioni) potendo quindi alternare tra il funzionamento in isola ed un funzionamento "trasparente".
- Grid-tie inverter, ovvero inverter connesso alla rete elettrica del distributore.

Sono dotati di raffinati algoritmi agenti sull'ingresso in corrente continua che consentono di estrarre dai pannelli solari la massima potenza disponibile in qualsiasi condizione meteorologica.
Questa funzione prende il nome di MPPT, un acronimo di origine Inglese che sta per Maximum Power Point Tracker.
I moduli fotovoltaici infatti, hanno una curva caratteristica V/I tale che esiste un punto di lavoro ottimale, detto appunto Maximum Power Point, dove è possibile estrarre la massima potenza disponibile.
Questo punto della caratteristica varia continuamente in funzione del livello di radiazione solare che colpisce la superficie delle celle, della temperatura della celle e di altre derive dalle condizioni ideali.
È evidente che un inverter in grado di restare "agganciato" a questo punto (che è per sua natura in movimento) otterrà sempre la massima potenza disponibile in qualsiasi condizione.
Ci sono svariate tecniche di realizzazione della funzione MPPT, che si differenziano per prestazioni dinamiche (tempo di assestamento) e accuratezza.
Sebbene la precisione dell'MPPT sia estremamente importante, il tempo di assestamento lo è, in taluni casi, ancor più. 
Mentre tutti i produttori di inverter riescono a ottenere grande precisione sull'MPPT (tipicamente tra il 99-99,6% della massima disponibile), solo in pochi riescono a unire precisione a velocità.
È infatti nelle giornate con nuvolosità variabile che si verificano sbalzi di potenza solare ampi e repentini. È molto comune rilevare variazioni da 100 W/m² a 1000-1200 W/m² in meno di 2 secondi. 
In queste condizioni, che sono molto frequenti, un inverter con tempi di assestamento minori di 5 secondi riesce a produrre fino al 5%-10% di energia in più di uno lento.
Alcuni inverter fotovoltaici sono dotati di stadi di potenza modulari, e alcuni sono addirittura dotati di un MPPT per ogni stadio di potenza.
In questo modo i produttori lasciano all'ingegneria di sistema la libertà di configurare un funzionamento master/slave o a MPPT indipendenti.
L'utilizzo di MPPT indipendenti fornisce un vantaggio oggettivo in condizioni di irraggiamento non uniforme dei pannelli. Infatti non è infrequente che la superficie dei pannelli solari sia esposta al sole in modo difforme su tutto il campo. Questo perché disposto su due diverse falde del tetto, perché i moduli non sono distribuiti su stringhe di uguale lunghezza o a causa di ombreggiamenti parziali dei moduli stessi.
In questo caso l'utilizzo di un solo MPPT porterebbe l'inverter a far lavorare tutti i pannelli fuori dal punto di massima potenza possibile, mentre suddividendo il sistema in diversi blocchi ognuno lavorerebbe al suo MPPT e conseguentemente la produzione di energia verrebbe massimizzata. 
Dato che l'impianto fotovoltaico non ha una produzione costante, all'inverter può essere associato ad un sistema di accumulo di energia, che negli impianti domestici è quasi sempre a batterie da 48 volt (questa tensione consente di ricadere all'interno della "bassissima tensione" permettendo di lavorare all'impianto di accumulo senza particolari pericoli o protezioni per le alte tensioni), mentre negli impianti industriali può essere anche a tensione più elevata, per garantire potenze elevate con minori correnti, a vantaggio dell'efficienza. Storicamente i primi sistemi di accumulo utilizzavano batterie al piombo, attualmente la maggior parte degli impianti utilizza un particolare tipo di batteria agli ioni di litio detta Litio-Ferrofosfato (LiFePO4); in alcuni casi si usano supercapacitori. La tecnologia è comunque costantemente alla ricerca di nuove tipologie di accumulo per gli impianti futuri, per aumentare la densità di energia e ridurre i costi, pur mantenendo elevati livelli di sicurezza.
Nel caso di batterie al litio, il sistema di accumulo è sempre dotato di una circuiteria di gestione detta BMS ("Battery Management System") che monitora costantemente tutti i parametri degli accumulatori (tensione, corrente, potenza, temperatura, stato di salute, numero di cicli, ecc) ed è in costante comunicazione, quasi sempre mediante CANbus, con l'inverter, affinché esso possa intervenire qualora uno o più elementi di accumulo presentino anomalie. I supercapacitori, non essendo basati sulla chimica, non hanno gli stessi problemi di sicurezza e non necessitano quindi di BMS, né hanno problemi di degrado col crescere del numero di cicli di carica e scarica, ma hanno lo svantaggio di essere energeticamente meno densi (kWh per unità di peso o di volume) rispetto alle batterie, oltre ad avere allo stato attuale un maggiore costo.
L'inverter può essere separato dal sistema di accumulo, oppure integrato in esso. In quest'ultimo caso l'assieme è talvolta definito erroneamente "Batteria AC" (le batterie sono sempre DC, l'unica differenza è che hanno l'inverter per interfacciarsi alla rete incorporato nell'involucro, ed è generalmente privo di ingresso fotovoltaico). Dal punto di vista tecnico, un impianto può essere realizzato sia con un unico inverter fotovoltaico ibrido, che con un inverter fotovoltaico senza accumulo più un sistema di accumulo con inverter bidirezionale. In quest'ultimo caso si ha il vantaggio che la potenza disponibile per le utenze è pari alla somma della potenza dei due inverter, ma lo svantaggio dovuto alla maggiore complessità e maggiore costo del sistema.

## Rendimento
Il rendimento massimo degli inverter è normalmente compreso tra 0,97 e 0,99. Gli inverter per fotovoltaico necessitano di una quantità minima di energia per essere efficienti, quantificabile in circa il 10% della potenza massima generata dal pannello fotovoltaico.
Generalmente i pannelli fotovoltaici lavorano per quasi tutta la loro vita utile a carichi parziali e per tale ragione è stato introdotto il cosiddetto "rendimento Europeo", che tiene conto del rendimento di conversione ai diversi carichi e di diversi coefficienti che rappresentano il tempo medio della relativa potenza in ingresso (0,03 x η5% + 0,06 x η10% + 0,13 x η20% + 0,10 x η30% + 0,48 x η50% + 0,20 x η100%); ciò permette una migliore espressione della curva di efficienza dell'inverter e del suo valore medio in ambito pratico.